# Canaan (Connecticut)
Pour les articles homonymes, voir Canaan.
Canaan est une ville située dans le comté de Litchfield, dans l'État du Connecticut (États-Unis). Selon le recensement de 2010, Canaan compte 1 234 habitants.

## Géographie
Selon le Bureau du recensement des États-Unis, la superficie de la ville est de 33,24 milles carrés (86,09 km2), dont 32,91 milles carrés (85,24 km2) de terres et 0,32 milles carrés (0,83 km2) de plans d’eau, soit 0,99 %.

## Histoire
Canaan devient une municipalité en 1739. Elle est nommée en référence au Pays de Canaan, la terre promise biblique.

## Démographie
.D’après le recensement de 2000, il y avait 1 081 habitants, 445 ménages, et 298 familles dans la ville. La densité de population était de 12,7 hab/km2. Il y avait 610 maisons avec une densité de 7,1 maisons/km2. La décomposition ethnique de la population était : 97,04 % blancs ; 1,48 % noirs ; 0,00 % amérindiens ; 0,19 % asiatiques ; 0,09 % natifs des îles du Pacifique    . 0,37 % de la population était hispanique ou Latino
Il y avait 445 ménages, dont 30,3 % avaient des enfants de moins de 18 ans, 57,8 % étaient des couples mariés, 7,2 % avaient une femme qui était parent isolé, et 33,0 % étaient des ménages non-familiaux. 27,6 % des ménages étaient constitués de personnes seules et 10,6 % de personnes seules de 65 ans ou plus. Le ménage moyen comportait 2,43 personnes et la famille moyenne avait 2,97 personnes.
Dans la ville la pyramide des âges était 23,6  en dessous de 18 ans, 5,9 % de 18 à 24, 27,5 % de 25 à 44, 28,8 % de 45 à 64, et 14,2 % qui avaient 65 ans ou plus. L’âge médian était 42 ans. Pour 100 femmes, il y avait 95,1 hommes. Pour 100 femmes de 18 ans ou plus, il y avait 98,6 hommes.
Le revenu médian par ménage de la ville était 54 688 US$, et le revenu médian par famille était 62 500 $. Les hommes avaient un revenu médian de 40 438 $ contre 29 219 $ pour les femmes. Le revenu par habitant de la ville était 35 841 $. 4,7 % des habitants et 3,0 % des familles vivaient sous le seuil de pauvreté. 5,6 % des personnes de moins de 18 ans et 3,8 % des personnes de plus de 65 ans vivaient sous le seuil de pauvreté.
| 1820  | 1850  | 1860  | 1870  | 1880  | 1890 |
| ----- | ----- | ----- | ----- | ----- | ---- |
| 2 332 | 2 627 | 1 408 | 1 257 | 1 157 | 970  |

| 1900 | 1910 | 1920 | 1930 | 1940 | 1950 |
| ---- | ---- | ---- | ---- | ---- | ---- |
| 820  | 702  | 561  | 565  | 555  | 708  |

| 1960 | 1970 | 1980  | 1990  | 2000  | 2010  |
| ---- | ---- | ----- | ----- | ----- | ----- |
| 790  | 931  | 1 002 | 1 057 | 1 081 | 1 234 |